# Šalamoun I. Uherský
Šalamoun I. (maďarsky Salamon, 1052/53?– 1087) byl uherský král z dynastie Arpádovců.

## Život

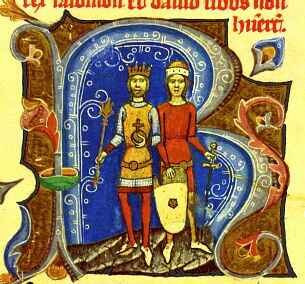
Král Šalamoun s bratrem Davidem (středověká iluminace)

Narodil se jako vytoužený syn uherského krále Ondřeje I. a Anastázie, dcery kyjevského knížete Jaroslava I. Roku 1058 se král pokusil zajistit Šalamounovo nástupnictví korunovací ve Stoličném Bělehradě.
| „                  | Jako stařec v dvanáctém roce svého panování dal totiž svého syna již v dětském věku pomazat za krále... | “ |
| — Dubnická kronika | |   |

Nečekaná korunovace zkazila dosud dobré bratrské vztahy krále a jeho mladšího bratra Bély a porušila předchozí domluvu o Bélově následnictví. Nespokojený Béla opustil královský dvůr a odešel do svých držav, které se skládaly z Nitranska a Biharska.
V září 1058 se král Ondřej ochrnutý po mrtvici osobně setkal na Moravském poli s novým německým králem Jindřichem IV. a společně uzavřeli mírovou smlouvu stvrzenou zásnubami Šalamouna a Jindřichovy sestry Judity. Na jaře 1060 vpadl Béla posílen polskými oddíly svého švagra do Uher s cílem získat královskou korunu. Král Ondřej při pokusu o útěk spadl z koně a krátce nato zemřel. Šalamouna s Juditou odvezl markrabě Arnošt do bezpečí Východní marky.
Na trůn se Šalamoun dostal roku 1063 s podporou svých švagrů: císaře Jindřicha IV. a českého knížete Vratislava II. S císařem v roce 1063 oblehli Stoličný Bělehrad a tehdy Béla ustoupil a téhož roku zemřel. Šalamounova vláda trvala 18 let. Většinu vlády trávil boji se svým bratrancem a rivalem Gejzou, vévodou nitranským a bihárským a 14. března 1074 byl v bitvě u Mogyoródu poražen. Jeho manželka Judita utekla do Německa, zatímco Šalamoun dál bojoval o uherský trůn. Roku 1077 přijal vládu Ladislava I., za což získal po své formální abdikaci (1081) četné pozemky. Nadále proti Ladislavovi intrikoval, načež ho nový král nechal uvěznit. Propustil ho 15. srpna 1083, u příležitosti kanonizace Štěpána I., prvního uherského krále.
Judita mezitím žila v německém Řezně. Šalamoun se po svém propuštění pokoušel k manželce vrátit, ale ta jej odmítla. Nakonec uzavřel spojenectví s Kuteškem, vůdcem kmene Pečeněhů usazeným v Moldávii. Zřejmě v letech 1084–1085 se oženil s Kuteškovou dcerou, čímž se dopustil bigamie. S pomocí nového tchána se marně pokoušel dobýt si zpět uherskou korunu. V roce 1087 se Šalamoun účastnil výpravy Pečeněhů proti Byzanci a byl zabit v bitvě poblíž Edirne. Jeho ostatky byly pohřbeny v Pule, část náhrobní desky je nyní v depozitáři místního muzea.